# Arellius Fuscus
Arellius Fuscus (Kr. e. 1. század – Kr. u. 16.) római rétor.
Kis-ázsiai származású római lovag volt, mind görög, mind latin nyelven egyaránt tartott előadásokat. Nem volt jelentős alkotó, stílusában Vergiliust utánozta. Életéről egyetlen fontos adaton kívül szinte semmit sem tudunk: ő volt Ovidius és talán Idősebb Plinius tanára, nevelője.